# تقویت‌کننده حلقه خط اشتراک دیجیتال نامتقارن
تقویت‌کننده حلقه خط اشتراک دیجیتال نامتقارن (انگلیسی: ADSL loop extender) یا تکرارکننده‌های ADSL یک دستگاه است که یک شرکت تلفن می‌تواند بین تجهیزات دفتر مشترک و اینترفیس‌های دفتر مرکزی به منظور گسترش فاصله و افزایش ظرفیت کانال خط اشتراک دیجیتال (DSL) قرار گیرد. تکرار کننده‌های ADSL توسط شرکت‌های تلفن‌های روستایی تلاش می‌کنند تا خدمات اینترنتی روستایی را به مزارع و شهرهای کوچک ارائه دهند، در غیر این صورت، DSLAM نزدیک به مشترکین قرار نمی‌گیرد. بهبودی‌های معمولی با استفاده از یک تقویت کننده حلقه در نمودار زیر نشان داده شده‌است. (اعداد در نمودار برای سرعت برحسب مگابیت بر ثانیه و فاصله برحسب یک هزار پا است.)

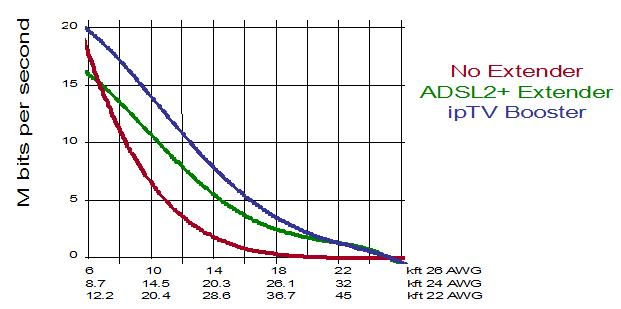

همچنین می توان با استفاده از چند تا از این تکرار کننده های ADSL به صورت موثر به فاصله های بی نهایت از مرکز مخابراتی ، خدمات اینترنت ADSL ارایه داد.